# Corpse Husband
Corpse Husband (sinh ngày 8 tháng 8 năm 1997), hay Corpse (thường được viết cách điệu là CORPSE), là một nhân vật truyền thông xã hội và nhạc sĩ người Mỹ, được biết đến qua việc phát hành những sản phẩm giấu mặt trên YouTube, đặc biệt là các video kể chuyện kinh dị và chơi game Among Us. Anh cũng nổi tiếng là người có giọng nói siêu trầm.

## Đầu đời
Corpse sinh ngày 8 tháng 8 năm 1997 tại San Diego, California, Hoa Kỳ.

## Sự nghiệp
Năm 2015, Corpse bắt đầu sự nghiệp YouTuber của mình bằng những video kể chuyện kinh dị do người hâm mộ gửi đến hoặc đăng tải trên mạng. Anh ra mắt với vai trò nhạc sĩ vào năm 2016 qua việc góp mặt trong đĩa đơn "Grim Grinning Ghost" của The Living Tombstone và Crusher P.
Tháng 6 năm 2020, Corpse ra mắt đĩa đơn đầu tay "Miss You!". Ca khúc đạt vị trí thứ 31 trên bảng xếp hạng Hot Rock & Alternative Songs của Billboard. Đĩa đơn tiếp theo của anh được phát hành cùng tháng có tên "White Tee" đã xếp thứ 32 trên cùng bảng xếp hạng. Tháng 9 năm 2020, Corpse bắt đầu phát trực tiếp và sáng tạo nội dung dựa trên trò chơi điện tử Among Us, giúp anh được biết đến nhiều hơn và mang lại hơn 7 triệu người đăng ký trên YouTube. Cũng trong tháng 9, anh phát hành đĩa đơn "E-Girls Are Ruining My Life!". Với sự góp giọng của rapper Savage Ga$p, ca khúc là một thành công lớn về mặt thương mại và danh tiếng cho Corpse trong năm 2020. Đĩa đơn này xếp hạng thứ 28 tại Bulgaria, hạng 90 trên UK Singles Chart và hạng 24 trên bảng xếp hạng Bubbling Under Hot 100 của Billboard. Nó cũng đạt hơn 100 triệu lượt stream trên Spotify và đứng thứ hai trên bảng xếp hạng Viral 50 của nền tảng nghe nhạc này.
Tháng 10 năm 2020, Corpse đã hợp tác với các hạ nghị sĩ Hoa Kỳ là Alexandria Ocasio-Cortez và Ilhan Omar cùng một số streamer nổi tiếng khác bao gồm Disguised Toast, Cr1TiKaL và Pokimane trong buổi phát trực tiếp chơi game Among Us, một phần của sáng kiến vận động bỏ phiếu cho cuộc bầu cử tổng thống Hoa Kỳ năm 2020. Cùng tháng, anh phát hành đĩa đơn "Agoraphobic"; ca khúc leo lên vị trí thứ 21 trên bảng xếp hạng Hot Rock & Alternative Songs bốn tháng sau đó.
Tháng 3 năm 2021, Corpse góp mặt trong ca khúc "DayWalker" của Machine Gun Kelly. Video âm nhạc của bài hát ra mắt vào ngày 18 tháng 3 năm 2021, với người đồng nghiệp YouTuber kiêm streamer Valkyrae đóng vai Corpse. Với thứ hạng 88 trên Billboard Hot 100, đây là bài hát đầu tiên của Corpse lọt vào bảng xếp hạng này. Ca khúc cũng là sản phẩm âm nhạc thứ hai của anh lọt vào bảng xếp hạng UK Singles Chart, đạt vị trí thứ 53.
Tháng 4 năm 2021, Corpse tham gia vào một buổi phát trực tiếp chơi game Among Us vì mục đích từ thiện trên chương trình The Tonight Show với người dẫn chương trình Jimmy Fallon, ban nhạc hip hop của chương trình là The Roots, các đồng nghiệp streamer là Valkyrae và Sykkuno, cũng như các diễn viên chính của loạt phim Cậu bé mất tích là Gaten Matarazzo và Noah Schnapp; số tiền lợi nhuận được trao cho tổ chức Feeding America.

## Đời tư
Corpse bị một số bệnh mãn tính và mắc các hội chứng như đau cơ xơ, lối thoát lồng ngực và trào ngược dạ dày thực quản – một trong những nguyên nhân khiến giọng nói của anh trở nên trầm hơn. Anh cũng chia sẻ rằng bản thân thường xuyên phải đeo băng bịt mắt do phải tiếp xúc nhiều với ánh sáng xanh.

## Danh sách đĩa nhạc

### Đĩa đơn

#### Với tư cách nghệ sĩ chính
| Tựa đề                                                                                         | Năm  | Thứ hạng cao nhất | Thứ hạng cao nhất | Thứ hạng cao nhất | Thứ hạng cao nhất | Album |
| Tựa đề                                                                                         | Năm  | Mỹ Bub.           | Mỹ Rock/Alt.      | BUL               | Anh               | Album |
| ---------------------------------------------------------------------------------------------- | ---- | ----------------- | ----------------- | ----------------- | ----------------- | ----- |
| "Miss You!"                                                                                    | 2020 | —                 | 31                | —                 | —                 | TBA   |
| "Cat Girls Are Ruining My Life!"                                                               | 2020 | —                 | —                 | —                 | —                 | TBA   |
| "Cabin Fever"                                                                                  | 2020 | —                 | —                 | —                 | —                 | TBA   |
| "Never Satisfied"                                                                              | 2020 | —                 | —                 | —                 | —                 | TBA   |
| "White Tee"                                                                                    | 2020 | —                 | 32                | —                 | —                 | TBA   |
| "E-Girls Are Ruining My Life!" (cùng Savage Ga$p)                                              | 2020 | 24                | —                 | 28                | 90                | TBA   |
| "Agoraphobic"                                                                                  | 2020 | —                 | 21                | —                 | —                 | TBA   |
| "—" cho biết ca khúc không lọt vào bảng xếp hạng hoặc không được phát hành ở vùng lãnh thổ đó. |      |                   |                   |                   |                   |       |

#### Kết hợp với nghệ sĩ khác
| Tựa đề                                                                                         | Năm  | Thứ hạng cao nhất | Thứ hạng cao nhất | Thứ hạng cao nhất | Thứ hạng cao nhất | Thứ hạng cao nhất | Thứ hạng cao nhất | Thứ hạng cao nhất | Album                  |
| Tựa đề                                                                                         | Năm  | Mỹ                | Mỹ Rock/Alt.      | Canada            | Ireland           | New Zealand Heat. | Anh               | Toàn cầu          | Album                  |
| ---------------------------------------------------------------------------------------------- | ---- | ----------------- | ----------------- | ----------------- | ----------------- | ----------------- | ----------------- | ----------------- | ---------------------- |
| "Grim Grinning Ghost" (The Living Tombstone cùng Corpse & Crusher P)                           | 2016 | —                 | —                 | —                 | —                 | —                 | —                 | —                 | Đĩa đơn không có album |
| "DayWalker" (Machine Gun Kelly cùng Corpse)                                                    | 2021 | 88                | 9                 | 62                | 70                | 9                 | 53                | 170               | Đĩa đơn không có album |
| "—" cho biết ca khúc không lọt vào bảng xếp hạng hoặc không được phát hành ở vùng lãnh thổ đó. |      |                   |                   |                   |                   |                   |                   |                   |                        |